# Dominikus Probst

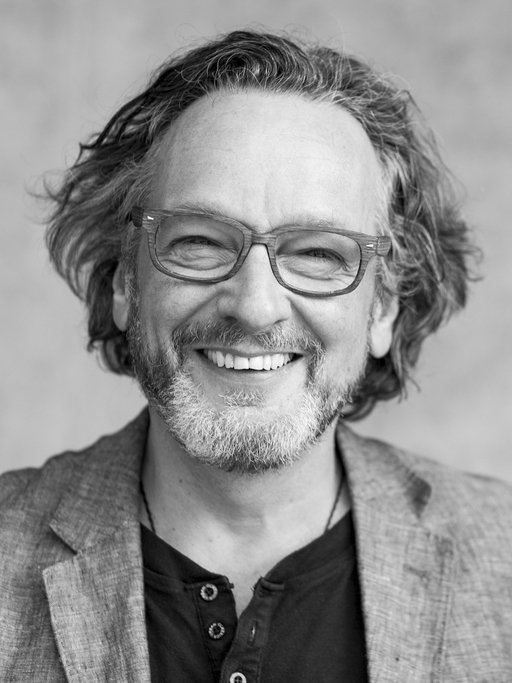
Porträt von Dominikus Probst

Dominikus Probst (* 9. August 1958 in St. Georgen im Schwarzwald) ist ein deutscher Kameramann und Filmregisseur.

## Leben
Probst studierte von 1978 bis 1980 an der Bayerischen Staatslehranstalt für Photographie in München.
Danach von 1981 bis 1982 Mitarbeit beim Circus Hundertfleck, diverse Theaterkurse
am Berliner Theaterhaus, Schauspielunterricht bei Ellen Mahlke.
Von 1984 bis 1986 diverse Kameraassistenzen u. a. bei Lutz Konermann, Tom Fährmann,
Erste Kameraarbeiten für den WDR und bei Christoph Schlingensief.
Von 1986 bis 1990 Studium an der Filmhochschule in München (HFF), Dreh von mehreren
Dokumentarfilmen für den WDR, Arbeiten mit Christoph Schlingensief, 1990 Abschluss mit der Regiearbeit von Cafe de L’Union.
Seit 1990 führt Probst Regie bei Fernsehfilmen und Serien für verschiedene deutsche Sender.
Dominikus Probst hat drei Kinder mit der Schauspielerin und Autorin Irene Fischer. Er lebt und arbeitet in Freiburg.
Im Jahr 2015 gründete Probst gemeinsam mit dem Musiker Lorenz Buchholz eine Upcycling-Möbel-Manufaktur in Freiburg.

## Filmografie  (Auswahl)
- 1985 Tunguska, Kino-Film (Kamera)
- 1986 Egomania, Kino-Film (Kamera)
- 1990: Cafe de l’Union, TV-Film (Regie)
- 1992: Rolf Disch, Dokumentation
- 1993: Gute Zeiten, schlechte Zeiten, TV-Soap (ARD), (Regie)
- 1994: Verbotene Liebe, TV-Serie (ARD, die ersten Folgen) (Regie)
- 1996: Lindenstraße, TV-Serie (ARD) (Regie)
- 1996–1997: Aus heiterem Himmel, TV-Serie (ARD), (Regie)
- 1988–1989: Bei aller Liebe, TV-Serie (ARD), Pilot und diverse Folgen (Regie)
- 2000: Der kleine Mönch, TV-Pilotfilm (ZDF), (Regie)
- 2002: Ich schenk dir einen Seitensprung, TV-Film (ARD)  (Regie)
- 2006: Pik & Amadeus – Freunde wider Willen, TV-Film (ARD) (Regie)
- 2007: Die Stein, TV-Serie (ARD) (Regie)
- 2009–2010 Der Landarzt, TV-Serie (ZDF), diverse Folgen (Regie)
- 2012: Forsthaus Falkenau, TV-Serie (ZDF), diverse Folgen (Regie)
- 2001–2019: Lindenstraße, TV-Serie, 245 Folgen, ARD